# Rachel Szalon
Rahel Znamirowska Szalon (hebr. רחל שלון, ur. 1879 w Kałuszu, zm. 1968) – polska i izraelska inżynier budownictwa. Pierwsza kobieta w Izraelu, która otrzymała ten tytuł.
Urodziła się w Kałuszu (obecnie Ukraina) w rodzinie chasydzkiej. Ukończyła szkołę średnią w Warszawie, a następnie studiowała na Politechnice Warszawskiej. W 1925 wyemigrowała do Palestyny. Studiowała budownictwo na Politechnice Technion w Hajfie.
W latach 1931–1973 pracowała na wydziale inżynierii lądowej politechniki Technion. Była prorektorem do spraw badań i naukowych. W 1956 otrzymała tytuł profesora. Była członkiem organizacji paramilitarnej Hagana, a po powstaniu Państwa Izrael majorem Sił Obronnych Izraela.
Po ustanowieniu państwa Izrael została przewodniczącą komitetu, który miał stworzyć radę naukową przy premierze Izraela. Zajmowała to stanowisko do 1956, gdy zrezygnowała ze względu na niewystarczający budżet. Następnie stworzyła organizację zajmującą się inżynierią lądową, której przewodniczyła przez 20 lat.
Była członkiem Rady Wyższej Edukacji. W 1954 stworzyła lokalny oddział Soroptimist.
W 1959 została przewodniczącą International Union of Laboratories and Experts in Construction Materials, Systems and Structures (RILEM), a w 1962 członkiem rady International Council for Construction Research.
Wraz z mężem, inżynierem Uri’elem Szalonem, stworzyła fundację budującą akademiki dla studentów w Hajfie.